# Aoroides myojinensis
Aoroides myojinensis is een vlokreeftensoort uit de familie van de Aoridae. De wetenschappelijke naam van de soort is voor het eerst geldig gepubliceerd in 2004 door Ariyama.